# آد د موس
آد د موس (هلندی: Aad de Mos؛ زادهٔ ۲۷ مارس ۱۹۴۷) یک سرمربی فوتبال اهل پادشاهی هلند است.

## باشگاهی
از باشگاه‌هایی که در آن بازی کرده‌است می‌توان به دن هاگ اشاره کرد.